# تشارلز والاس أدير
تشارلز والاس أدير (بالإنجليزية: Charles Wallace Adair)‏ هو دبلوماسي أمريكي، ولد في 26 يناير 1914 في زينيا في الولايات المتحدة، وتوفي في 22 يناير 2006 في فولز تشيرش في الولايات المتحدة.